# Предметизація
Предметизація — це вид індексування, який базується на предметній класифікації документів та передбачає визначення предметної рубрики, що відповідає змісту, формі та призначенню документа.

## Поняття та суть предметизації документів
Суттю предметизації є відображення ознак документа в формулюванні предметної рубрики.
Предметизація документів використовується при створенні традиційних предметних каталогів і різноманітних бібліографічних картотек, особливо широко при створенні електронних каталогів. Крім того, її застосовують при складанні деяких допоміжних апаратів — абетково-предметних покажчиків до таблиць систематичних класифікацій і систематичних каталогів та картотек, до окремих друкованих видань (монографій, підручників, бібліографічних покажчиків).
Основним поняттям предметизації є поняття «предмет», тобто поняття або комбінація понять, які розкривають тему документа.
Як предмети можуть розглядатися:
- матеріальні об'єкти, природні та штучні, що сприймаються органами почуттів (планети, електрика, верстати);
- суспільно-історичні явища, події, процеси (політичні партії, війни, держави);
- явища і процеси духовного життя, мислення, свідомості (мистецтво, пам'ять, думка).

Предмети документів відтворюються у предметних рубриках.
Процес предметизації поділяється на декілька основи етапів: відбір документів; аналіз документа як об'єкта предметизації; відбір смислових компонентів у головному змісті документа і прийняття рішення щодо подальшого вираження їх у предметних рубриках; оформлення відібраних смислових компонентів у предметні рубрики; редагування предметних рубрик.

## Історія розвитку
Перші спроби наведення інформації про зміст творів, схожі на предметизацію, почали здійснюватися з виникненням зібрань документів. На ті часи роль предметних рубрик виконували назви творів, оскільки вони, як правило, досить чітко характеризували тематику творів. Часто до відомостей про документ, крім назви, імені автора, включали і перші слова тексту, які іноді також ознайомлювали зі змістом твору.
З виникненням і розвитком друкарства збільшувалися кількість і обсяг книжкових зібрань, що ставило більш високі вимоги до розкриття змісту документів. Певні кроки до задоволення їх зробили укладачі бібліографічних покажчиків. У XVIII ст. в деяких покажчиках з'являються предметні рубрики. Найчастіше такими рубриками виступали слова, вибрані з назви документа, які несли основне змістове навантаження. Особливо активно предметизація розвивалась у європейських німецькомовних країнах (Німеччина, Австрія, Швейцарія).
Перші предметні покажчики і предметні каталоги в сучасному розумінні з'явилися в другій половині XIX ст. в Німеччині, Великій Британії, США. На той час стало загальноприйнятим формулювати рубрики за змістом документа, але часто назву основного предмета записували зовсім не на початку предметної рубрики, що значно ускладнювало здійснення бібліографічного пошуку.
Наприкінці XIX ст. з'явилися інструкції з предметизації, серед яких, наприклад, були праці В. Бісса і X. Богатті. Американський бібліотекар Ч. Кеттер вважається фундатором сучасної методики предметизації. У праці «Правила словникового каталогу» (1904) він сформулював положення і правила предметизації, що не втратили значення до нашого часу.
На початку XX ст. значно зріс інтерес до предметизації в Росії. Її теоретичні та методичні питання обговорювалися ні засіданні Російського бібліотечного товариства у 1904 р., на І Всеросійському з'їзді з бібліотечної справи у 1911 р. Першою російською інструкцією з предметизації вважаються «Правила складання каталогів алфавітного, систематичного і предметного» (1915) А. М. Бєлова.
У цей час плідно працювали в галузі предметизації українські бібліотекознавці та бібліографи. Харківську школу предметизаторів очолював Д. А. Баліка. У праці «Предметний каталог» (1925 р.) він подав повне зведення правил предметизації з урахуванням потреб вітчизняних бібліотек. Об'єктами предметизації мали виступати, крім книг, також журнали, багатотомні видання, окремі статті зі збірників, окремі розділи книг, художні твори. Його позиція базувалася на тому, що предметний каталог мав бути не набором розташованих за абеткою ізольованих предметних рубрик, а системою взаємопов'язаних рубрик. Тому і предметизацію документів, на його думку, слід здійснювати, виходячи з потреб комплексоутворення в каталозі, для якого здійснюється предметизація.
У 40-ві—50-ті роки в розробці питань предметизації в СРСР спостерігається спад, бо основним реальним бібліотечним каталогом вважався систематичний, і вся увага приділялася йому. Проте в 60-ті роки дослідження предметного каталога і предметизації отримують новий поштовх. У 1963 р. відбулася конференція з питань те-орії та методики предметизації. Саме тоді визначився системний підхід до предметного каталогу, що позначилося й на методиці предметизації.
Наприкінці 60-х — на початку 70-х років впроваджую ся заходи з координації робіт у галузі розробки теоретичних та методичних положень предметизації, створення інформаційно-пошукових систем предметизаційного типу, зокрема, було створено Проблемну комісію з предметизації, міжбібліотечний семінар з предметизації, публікувалися наукові збірники й окремі статті, методичні й навчальні посібники, списки та словники предметних рубрик та ін. Значний внесок у розвиток предметизації в той час зробили відомі фахівці С. К. Віденська, Р. Ф. Грініна, Л. Г. Болгар, С. Г. Карпова та ін.
З середини XX ст. предметизація викликає інтерес фахівців, які працюють з інформаційно-пошуковими мовами для автоматизованих інформаційно-бібліографічних систем. Подальший розвиток предметизації тісно пов'язаний з розвитком координатного індексування. Безпосередньо мова предметних рубрик також продовжує вдосконалюватись, орієнтуючись на потреби автоматизованих інформаційних систем і мереж.
В Україні рубрикатор, на основі якого здійснюється предметизація документів веде Національна парламентська бібліотека, яка створює «Словник предметних рубрик», який має забезпечити єдність предметизації документів для відображення в національних інформаційних мережах.

## Предметна рубрика

### Мова предметної рубрики
Інформаційно-пошуковою мовою (ІПМ) предметизації є мова предметних рубрик. Предметні рубрики складаються із лексичних одиниць, які виражаються словами або словосполученнями природної мови, а також цифрами та іншими позначеннями, що використовуються у природній мові. Лексичними одиницями у предметній рубриці виступають заголовки та підзаголовки. Заголовок предметної рубрики — це слово або словосполучення, що виражає загальне поняття про предмет твору. Підзаголовки предметної рубрики — другий і кожен наступний елемент складної предметної рубрики, що відділяються одне від одного розділовим знаком і записуються у відповідні підполя.
Лексика може бути контрольованою і неконтрольованою. У контрольованій усі лексичні одиниці, що використовуються в обробці документів, зафіксовані у спеціальних словниках або списках. Контрольована лексика властива предметним каталогам і картотекам, електронним інформаційно-пошуковим системам. Неконтрольована лексика не фіксується, при предметизації конкретного документа предметна рубрика формулюється заново. Така лексика властива допоміжним предметним покажчикам.

### Функції предметної рубрики
Предметна рубрика виконує такі функції:
- інформаційна — рубрика інформує про зміст документа, його форму та призначення. Не розглядаючи безпосередньо первинного документа, користувач має змогу одержати основну інформацію про нього;
- евристична — предметна рубрика сприяє пошуку документа, що відповідає інформаційній потребі;
- комплексоутворювальна — завдяки предметній рубриці можна створити комплекс, у якому зібрані документи про певний предмет або відомості про такі документи;
- термінологічна — функція реалізується шляхом використання у формулюваннях рубрик сучасної наукової термінології, що сприяє ознайомленню з нею користувачів і опануванню нею.

### Види предметних рубрик
За структурою предметні рубрики поділяються на такі види:
- Прості рубрики — складаються тільки з предметного заголовка. Їх застосовують у предметизаціях документів, які розглядають предмет у цілому, з різних боків.
- Складні рубрики — містять заголовок і підзаголовок. Підзаголовки конкретизують зміст документа, обмежують його, відтворюючи аспект розгляду предмета. Підзаголовки можуть також уточнювати форму і призначення документів. При формулюванні предметних рубрик використовують підзаголовки чотирьох видів:

1. тематичні — дають змогу відобразити такі аспекти предмета, як його властивості, стан, структуру, процеси, в яких він бере участь тощо;
2. географічні (регіональні) — відображають територіальний аспект розгляду предмета;
3. хронологічні — застосовують, коли зміст документа має певний часовий аспект;
4. формальні (призначення і форми) — підкреслюють форму, цільове та читацьке призначення документа[4].

До складних рубрик належать і так звані описові предметні рубрики. Вони становлять цілі речення, до складу яких входять сполучники та прийменники, і не поділяються на заголовок і підзаголовок.
За обсягом змісту предметні рубрики можуть бути адекватними та узагальнюючими.
- Адекватні — рубрики максимально точно відображають тему документа;

- Узагальнюючі — формулюють предмет більш широко, ніж тема документа[1].

## Методика предметизації документів

### Загальна методика
Здійснюючи предметизацію документів, керуються певними положеннями і правилами, які становлять методику предметизації. Методика предметизації поділяється на загальну і спеціальну. Загальна методика є сукупністю правил предметизації, які можна використовувати при обробці документів незалежно від їхньої тематики, форми та читацького призначення, а також незважаючи на мету здійснення предметизації (предметний каталог, предметний покажчик тощо).

### Спеціальна методика
Спеціальна методика регламентує предметизацію документів з окремих галузей знань, окремих видів документів. До того ж вона певною мірою залежить від мети проведення предметизації. У процесі розробки спеціальної методики предметизації документів з певної галузі знання вирішують такі основні завдання: визначення основної проблематики цієї галузі; виявлення на цій основі типових категорій предметів; виявлення типових аспектів розгляду предметів; визначення моделей типових комплексів предметних рубрик; складання словників предметних рубрик.
Великий вплив на спеціальну методику предметизації мають особливості конкретного пошукового масиву, для якого обробляються документи, потреби конкретних користувачів. Особливо яскраво це проявляється при предметизації для традиційних бібліотечних каталогів. Кожний предметний каталог складається з комплексів предметних рубрик, які відповідають запитам читачів, складу фонду, можливостям певної бібліотеки. Тому тривалий час спеціальна методика предметизації великою мірою залежала від потреб цих комплексів.